# 黑喉岩鹨
黑喉岩鹨（学名：Prunella atrogularis）为岩鹨科岩鹨属的鸟类。在中国大陆，分布于新疆、西藏等地。该物种的模式产地在巴基斯坦Semi-Palatine。

## 亚种
- 黑喉岩鹨指名亚种（学名：Prunella atrogularis atrogularis）。分布于俄罗斯伊朗以及中国大陆的新疆、西藏等地。该物种的模式产地在巴基斯坦Semi-Palatime。[2]
- P.a.huttoni